# Phosphorylgruppe
| Phosphorylgruppe                                                   |
| ------------------------------------------------------------------ |
| Allgemeine Strukturformel der Phosphatgruppe                       |
| Monoester der Phosphorsäure. Der Rest R trägt eine Phosphatgruppe. |

Phosphatgruppen an biochemischen Molekülen werden auch als Phosphorylgruppen bezeichnet. Chemisch gesehen handelt sich um Monoester der Phosphorsäure mit der Formel R–O–PO32−.

## Eigenschaften
In der Biochemie ist die Übertragung einer Phosphorylgruppe im Zuge einer Phosphorylierung auf eine Hydroxygruppe (OH-Gruppe) eine häufige Form der Erzeugung einer energiereichen Bindung, beispielsweise beim Energielieferanten Adenosintriphosphat (ATP). Bei der Hydrolyse des ATP zu AMP und Pyrophosphat liegt das Gruppenübertragungspotenzial bei −45,5 kJ/mol, bei der Hydrolyse des ATP zu ADP und Phosphat bei −30,6 kJ/mol.
Die Phosphorylierung oder Dephosphorylierung von Phosphoproteinen im Zuge der posttranslationalen Modifikation verändert deren Aktivität.
Di- und Triphosphate werden durch Kondensationsreaktionen gebildet und finden sich in Nukleotiden wie dem ATP.